# Взрыв в Бомбее (1944)
Взрыв парохо́да «Форт Стики́н» произошёл 14 апреля 1944 года в городе Бомбей (Индия) из-за воспламенения и детонации боеприпасов, перевозимых кораблём. В результате двух последовательных взрывов огромной мощности погибло более 1000 человек.

## Предыстория

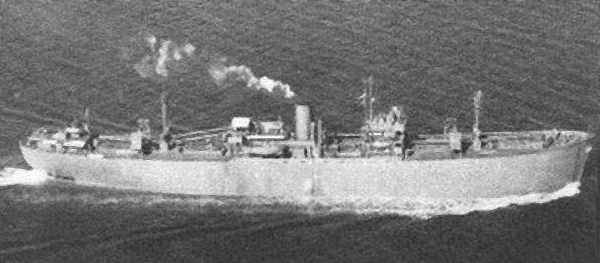
SS Fort Stikine

«Форт Стикин» (англ. Fort Stikine) — одновинтовой пароход, работавший на угле, имел валовую вместимость 7142 регистровые тонны и чистую 4261 тонны, длину 132,3 метра, ширину 17,1 метра, максимальная скорость — 11 узлов, соответствовал классу ✠100 А1 Регистра Ллойда. В первый рейс корабль вышел в мае 1942 года. 12 апреля 1944 года пароход встал на разгрузку у пирса № 1 дока Виктория Бомбейского порта. На борту находился груз взрывчатых веществ общей массой более 1100 тонн (бомбы, детонаторы, снаряды, фальшфейеры, торпеды, мины, взрывчатка), 1233 тонны хлопка-сырца в 8737 кипах, девятьсот мешков серы массой 325 тонн, три тонны металлолома (42 динамо-машины, старые радиоприёмники), 37 000 брёвен, 10 958 бочонков со смазочным маслом, а также рыбные удобрения, сушёная рыба, сухофрукты (127 мешков), зерно, рис, семена, чрезвычайно огнеопасный самолётный лак и стальной ящик размерами 1,5×1,2×1,2 метра со 124 слитками золота размерами 38×8×4 сантиметра по 12,7 кг каждый, общей стоимостью около 1 миллиона фунтов стерлингов.
«Форт Стикин» был загружен с нарушением техники безопасности. Капитан Александр Джеймс Найсмит попытался выразить протест, но время было военное. По правилам, каждое судно должно было быть загружено по максимуму. И конечно, техника безопасности приносилась в жертву объёмам перевозок.

## Катастрофа
Утром 12 апреля «Форт Стикин» пришвартовался в порту. Через сутки началась разгрузка. На борту был груз «особой срочности» (хлопок и взрывчатка), который надо было разгружать немедленно. Но к взрывчатке приступили лишь к полудню, хлопок же не трогали вообще. Кроме того, половина докеров занималась другими грузами, например, рыбными удобрениями и металлоломом.
Через сутки весь металлолом был выгружен, кроме одного куска весом в три тонны, для которого требовался кран. Кусок лежал на штабелях досок, а под ними были кипы хлопка. Хлопок, пожароопасный сам по себе, имеет ещё одно коварное свойство: при увлажнении в нем происходят микробиологические процессы, и повышается температура. Также некоторые бочки с маслом текли.

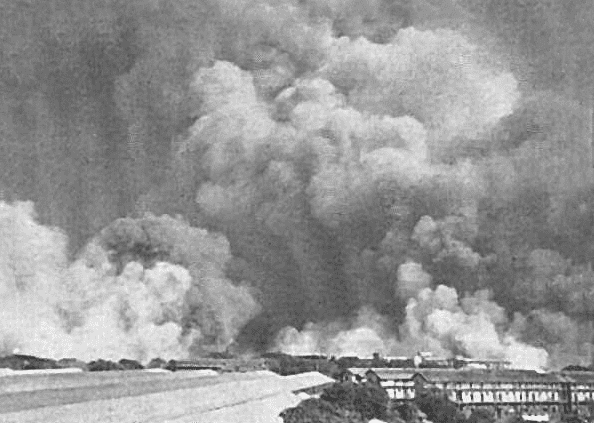
Дым над Бомбеем после взрыва

14 апреля в 12:30 один из матросов с соседнего парохода «Иран» заметил струйку дыма из трюма № 2 «Форт Стикина». В это же время дым увидели моряки с других судов. Через час дым заметил и помощник инспектора бомбейской пожарной команды Критчел. Однако они не стали никому сигнализировать, рассудив, что на «Форт Стикине» работают люди, и если они не поднимают тревогу, значит, всё в порядке.
На самом «Форт Стикине» долгое время ничего не замечали. Наконец, один из грузчиков увидел дым и доложил офицерам. Команда принялась тушить пожар своими силами, задействовав пожарные насосы. На берегу аварийная пожарная бригада запустила передвижную установку. Командир этой бригады был прекрасно осведомлён о характере груза и приказал своему помощнику передать в диспетчерскую т. н. «сообщение № 2» (особо опасный пожар). Помощник, однако, до диспетчерской не дозвонился, а включил электрический пожарный колокол. По инструкции, звон этого колокола означал обычный пожар. В результате на «Форт Стикин» отправились только две пожарные команды, в 14:16.
Они прибыли на место через восемь минут и занялись тушением. «Сообщение № 2» всё же было отправлено, и скоро к «Форт Стикину» подкатило ещё восемь пожарных расчётов. Они стали заливать трюмы водой. Чуть позже прибыло несколько пожарных судов. Однако крана, который мог бы поднять злополучный кусок металлолома и позволить людям тушить огонь более эффективно, так и не нашлось.
Потоки воды лились в трюмы, но, похоже, огонь только усиливался. Без нескольких минут три один из участков борта раскалился настолько, что на нём стала лопаться краска. Несомненно, там был очаг пожара. Если бы кусок борта был вырезан и на очаг направлены все помпы, возможно, катастрофы удалось бы избежать. Но неисправной оказалась сначала одна, потом вторая газорезательная установка.
На причалах собралась большая толпа зевак, однако никто не предупредил окружающих серией коротких гудков или вывешенными сигнальными флагами об опасном грузе на «Форт Стикине».
Пожар разгорался. Первые ящики со взрывчаткой загорелись в 15:40. В 15:50 капитан Найсмит приказал покинуть судно членам экипажа. В 16:06 произошёл взрыв. От взрыва образовалась приливная волна такой силы, что корабль «Джалампада» водоизмещением почти 4000 тонн оказался на крыше одного из складов, высота которого была 17 метров. Через 34 минуты прогремел второй взрыв.
Горящие кипы хлопка подожгли в радиусе девятисот метров от эпицентра всё: корабли, склады, пакгаузы, дома. Сильный ветер с моря гнал стену огня на город. Для локализации пожара было принято решение разрушить городскую полосу шириной в четверть мили (жители из этой зоны были выселены). Это спасло Бомбей. Полностью пожары удалось ликвидировать только через две недели.
На восстановление порта потребовалось около семи месяцев.

## Потери
Официальная статистика объявила о 1376 погибших, в больницы поступило 2408 человек, 42 человека лишились конечностей. Тело капитана Найсмита не было найдено. Огнём было уничтожено 55 тысяч тонн зерна, тысячи тонн семян, масла, нефти; огромное количество военного имущества. Почти одна квадратная миля городских кварталов была уничтожена. Разорились шесть тысяч фирм, потеряло работу 50 тысяч человек. Погибло четыре крупных корабля, множество мелких; десятки автомобилей. Серьёзно пострадали корабли «Иран», «Норе трейдер», «Род эль Фараг», «Эмпайр индус», «Ченьон», «Джалавиджайя», «Кингьян», «Барода», «Форт Кревье», «Грациоза». Потери понесла железнодорожная инфраструктура. Практически ни один слиток золота не был обнаружен, и лишь в 2011 году несколько из них обнаружили на дне залива и подняли на поверхность.